# 萨罗夫的圣塞拉芬堂 (巴黎)
萨罗夫的圣塞拉芬堂（Église de Saint-Séraphin-de-Sarov et de la Protection-de-la-Mère-de-Dieu）是一所属于俄罗斯传统的东正教教堂，位于法国巴黎十五区的莱库尔贝路91号。该堂供奉俄罗斯圣人萨罗夫的塞拉芬，隶属于俄罗斯正教会西欧大主教区（法语：Archevêché des Églises orthodoxes russes en Europe occidentale）。

## 历史
该堂在1933年由欧洛格（瓜尔吉耶夫斯基）都主教祝圣. 建堂资金来自白俄移民的捐赠，他们生活在这个工人阶级地区，收入通常非常微薄。

## 特色
- 堂内有两棵枫树的树干[1][2]
- 堂内圣像包括珍妮·雷特林格（Jeanne Reitlinger）和玛丽·斯科布佐夫（Marie Skobtsov）。

## 神职人员
主教尼古拉·切尔诺克拉克（Archiprêtre Nicolas Cernokrak），自1994年起担任本堂神父，圣塞尔格东正教神学院（Institut de théologie orthodoxe Saint-Serge）院长（2007-2012年，自2014年起）；神父雷纳德·普雷斯蒂。

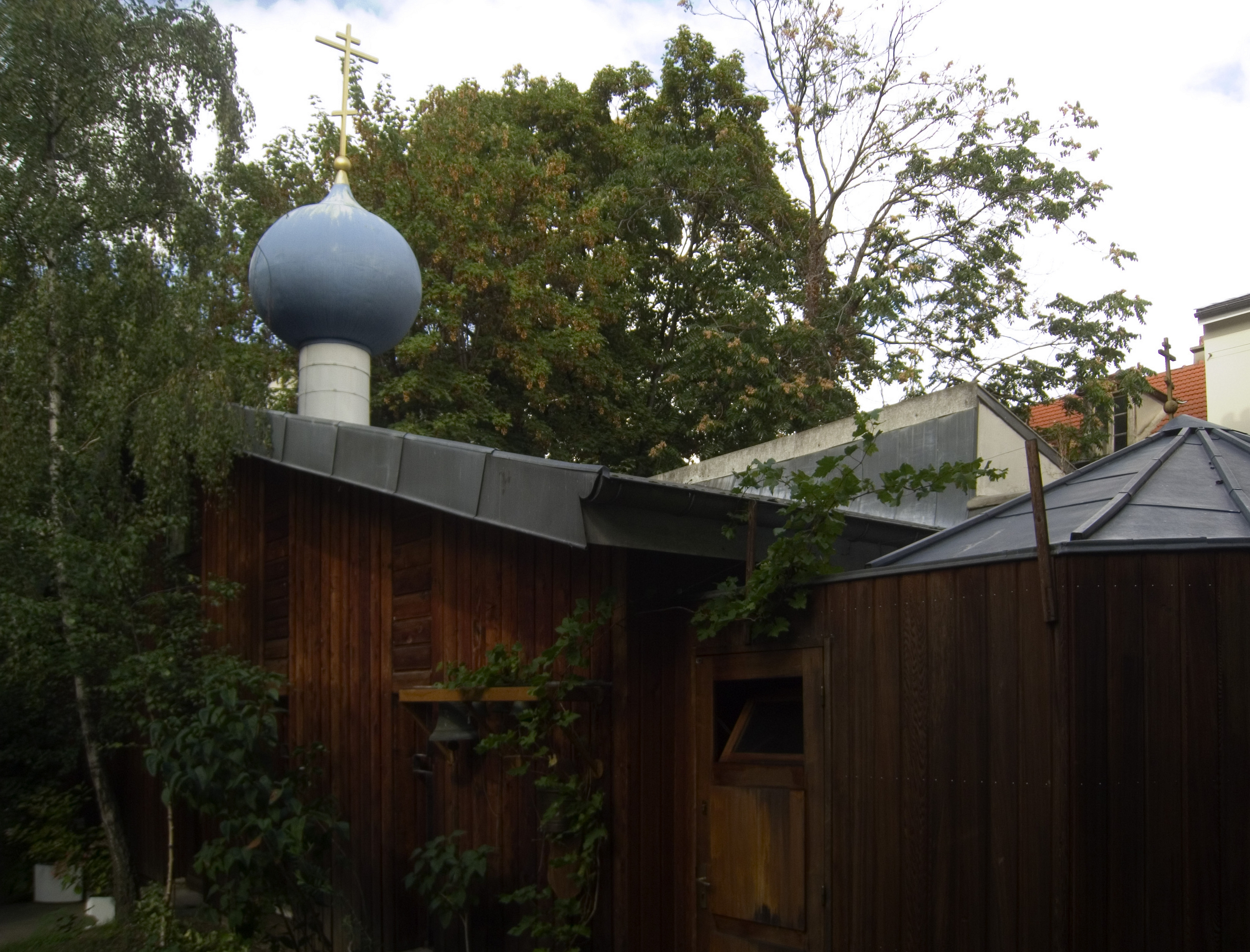
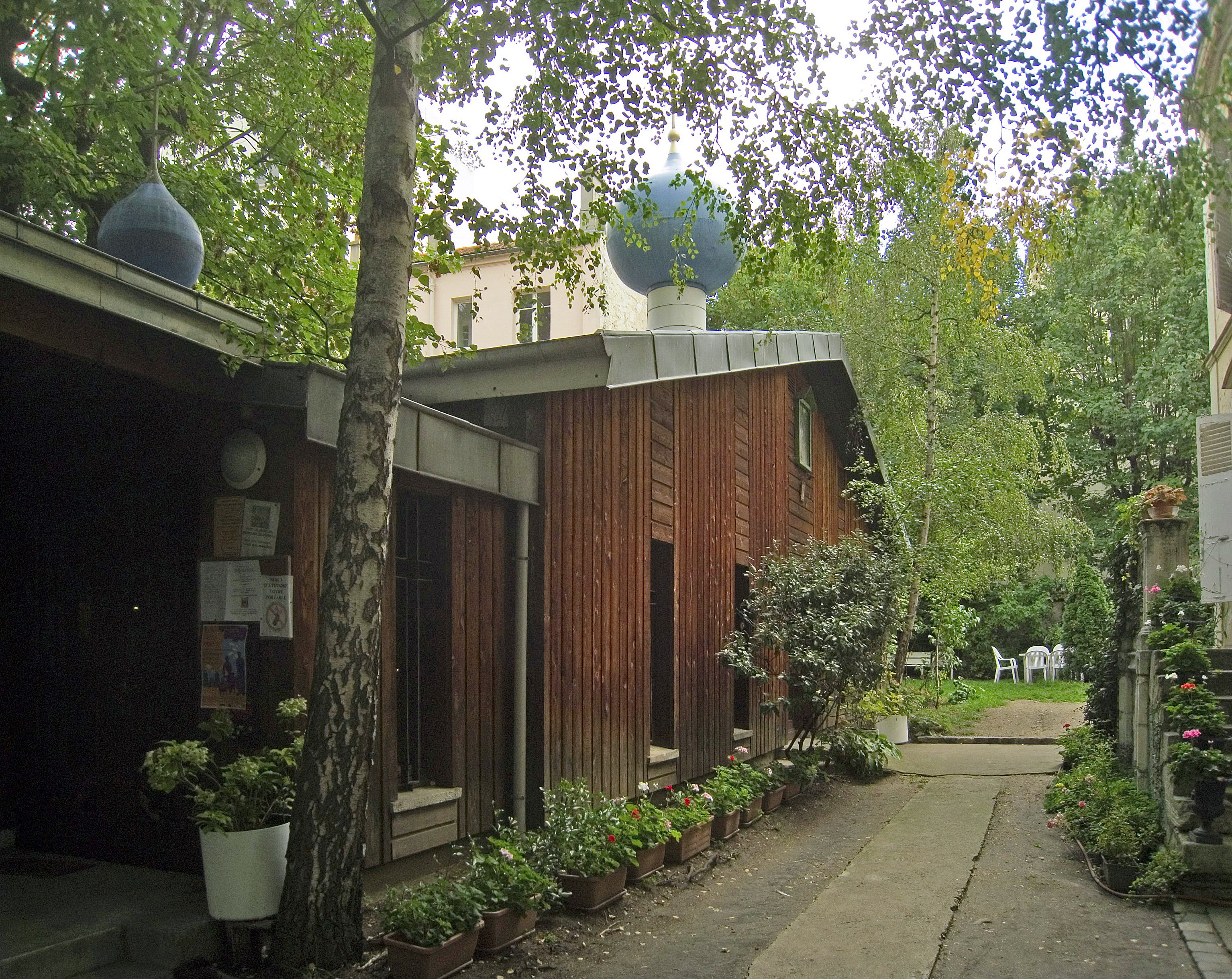
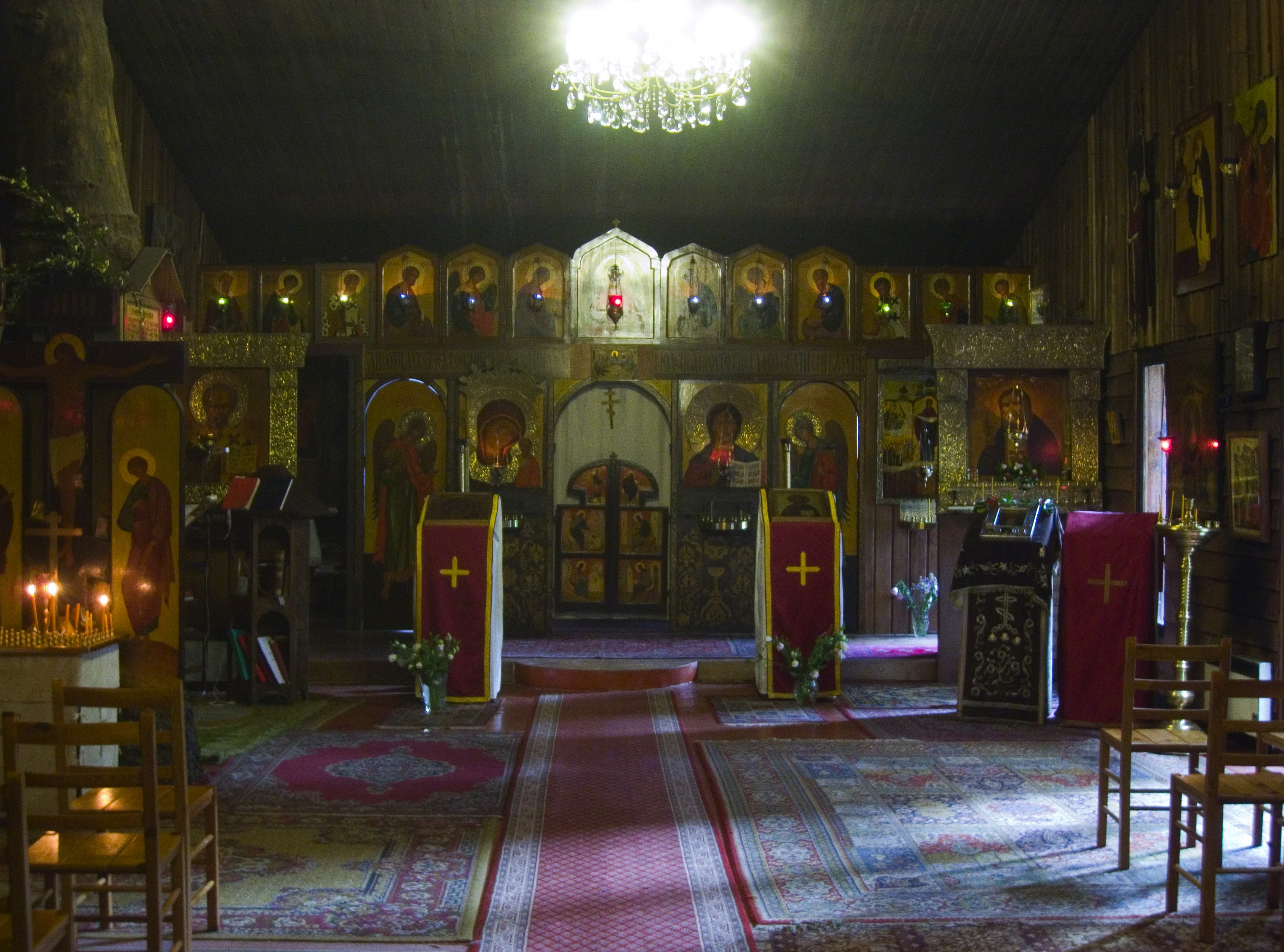
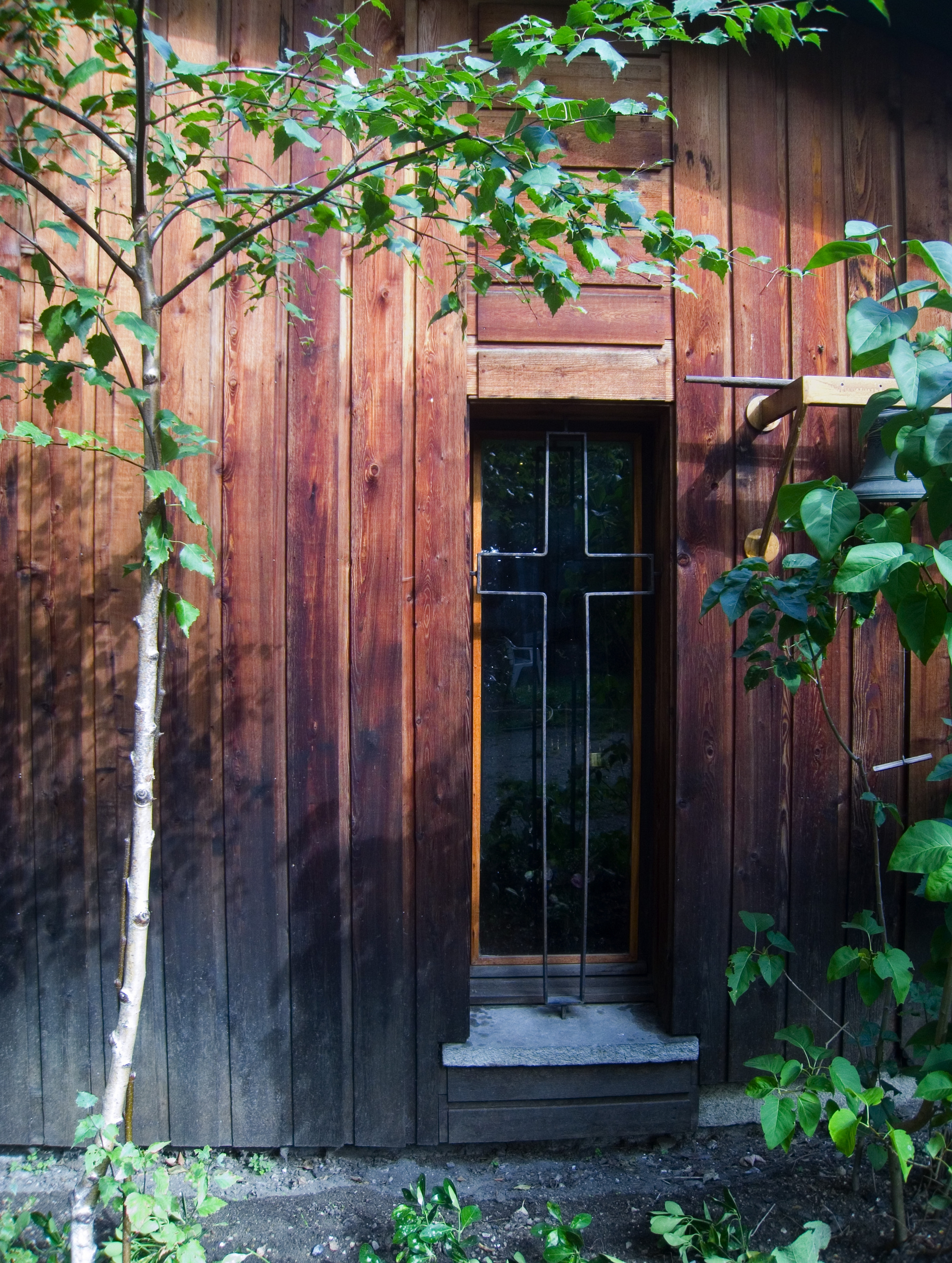